# Open JTAG
Open JTAG es un proyecto Open Source distribuido con la licencia GNU.
Es una completa referencia de hardware y de software para realizar una interfaz JTAG. Es un hardware muy simple que utiliza un FTDI FT245 USB como front-end y una CPLD Altera EPM570 MAX II para producir las señales.
Las capacidades de este hardware permiten al dispositivo Open JTAG de producir señales a 24 MHz, utilizando macro-instrucciones enviadas desde el host.
El objetivo principal es el de dar a la comunidad un dispositivo JTAG con una interfaz mucho más veloz que el puerto paralelo del PC: Open JTAG comunica utilizando el bus USB, transfiriendo macro-instrucciones tan rápido como la capacidad del bus lo permita.
El proyecto completo (en versión BETA) está disponible en OpenCores.com y el sitio oficial.